# 투쟁의 그늘
《투쟁의 그늘》(영어: Hard Times 혹은 The Streetfighter)은 미국에서 제작된 월터 힐 감독의 1975년 액션 드라마 스포츠 영화이다. 찰스 브론슨, 제임스 코번 등이 출연하였고, 로런스 고든 등이 제작에 참여하였다.

## 출연진
- 찰스 브론슨
- 제임스 코번
- 질 아일랜드
- 스트로더 마틴
- 매기 블라이
- 마이클 매과이어
- 펄리스 올랜디
- 에드워드 월시
- 브루스 글러버
- 로버트 테시에이
- 프랭크 맥레이
- 나오미 스티븐스

## 기타 제작진
- 배역: 제인 파인버그, 마이크 펜턴
- 의상: 잭 베어